# Le tue mani/Il tempo
Le tue mani/Il tempo è il 47º singolo discografico di Mina, pubblicato il 5 febbraio del 1962 su vinile a 45 giri dall'etichetta Italdisc.

## Storia
Entrambe le canzoni sono presenti nella raccolta su CD Ritratto: I singoli Vol. 2 del 2010. Il tempo si trova nell'album Moliendo café del 1962. In maestro Tony De Vita arrangia i due brani e con la sua orchestra accompagna Mina. Ha due copertine fotografiche diverse, ufficiale Archiviato il 7 marzo 2023 in Internet Archive. e  alternativa usata nelle ristampe.
Le tue mani è presente nell'album Renato del 1962, fa anche parte di un medley, registrato dal vivo durante la puntata del 3 novembre della trasmissione televisiva Canzonissima 1968, reperibile nella raccolta Signori... Mina! vol. 3, pubblicata nel 1993.
Il video del brano (durata 2:37), disponibile sul DVD Gli anni Rai 1962-1965 Vol. 9 del cofanetto monografico pubblicato da Rai Trade e GSU nel 2008, è stato registrato per l'ottava puntata del varietà televisivo Il Signore delle 21, andata in onda il 23 giugno 1962.
Sarà usata in un carosello pubblicitario per l'Industria Italiana della Birra girato alla fine del 1962.

## Tracce
Lato A
1. Le tue mani – 3:40 (testo: Montano [6] – musica: Pino Spotti; edizioni musicali Ariston)

Lato B
1. Il tempo – 2:37 (testo: Alberto Testa – musica: Tony De Vita; edizioni musicali Curci)